# 岡本学
岡本 学（おかもと まなぶ、1972年 - ）は、日本の小説家・情報工学者。東京都日野市生まれ、埼玉県在住。

## 経歴
桐朋中学校・桐朋高校卒、早稲田大学教育学部理学科数学専修卒、早稲田大学大学院理工学研究科数理科学専修修士課程修了。早稲田大学大学院国際情報通信研究科博士課程修了。2010年「匿名通信サービスの研究」で博士（国際情報通信学）の学位を取得。神奈川工科大学情報学部情報ネットワーク・コミュニケーション学科教授。専門は情報セキュリティ。
2012年に第55回群像新人文学賞を「架空列車」（「失った架空」改題）で受賞しデビュー。作品の執筆は、片道3時間の通勤中に電車の中で行った。
猫好きである。
2020年、「アウア・エイジ（Our Age）」で第163回芥川龍之介賞の候補になる。

## 作品

### 単行本
- 『架空列車』（2012年7月、講談社）
  - 初出：『群像』2012年6月号
- 『再起動』（2017年2月、講談社）
  - 再起動（『群像』2016年11月号）　
  - 高田山は、勝った（『群像』2013年4月号）
- 『アウア・エイジ(our age)』（2020年7月、講談社） 
  - アウア・エイジ（Our Age）（『群像』2020年2月号）

### 雑誌掲載
- 「Identity Provider」（『群像』2014年10月号）
- 「俺の部屋からは野球場が見える」（『群像』2018年4月号）
- 「X／Y－Z」（『群像』2024年2月号）